# 国民站 (马赛地铁)
国民站是法国东南部城市马赛的一个地铁车站，位于马赛地铁2号线上。
马赛有轨电车2号线上也有同名的车站，位于马赛市中心，与本站距离4公里，乘车时须注意区分。

## 站名
"国民"一名来源于车站上方的国民大街。

## 位置
国民站位于马赛市区北部的圣莫龙街区，属于3区。车站大致呈南北走向，是一个地下车站，有自动扶梯连接地面。

## 设施
国民站站内设有自动售票机及无障碍设施。

## 站台设置
| 东↑ |      |                            |
|     | 侧式 |                            |
|     |      | 热兹站←                    |
|     |      | 圣玛格丽特-德罗梅勒站方向→ |
|     | 侧式 |                            |
| 西↓ |      |                            |

## 配套交通

### 城市公共交通
| 国民站附近的公共交通线路 |            |          |
| 公交车站名称             | 位置       | 停靠线路 |
| 德茜蕾·克拉里            | 地铁站附近 |          |
| 1.                       |            |          |

此外，当地铁线路发生故障或施工时，马赛交通局可能提供临时摆渡车。

## 临近车站
| 国民站（National）             |               |                        |
| 上行车站                       | 线路          | 下行车站               |
| 布干维尔站 620m ←              | 马赛地铁2号线 | 德茜蕾·克拉里站 → 660m |
| - 本表仅显示运营中的线路及车站 |               |                        |